# Большая Советская улица (Смоленск)
Больша́я Сове́тская у́лица — улица в Смоленске, является границей между Ленинским и Промышленным районами города.

## Описание улицы
Прообраз современной Большой Советской улицы был проложен по приказу Петра I, неоднократно посещавшего Смоленск в 1698—1708 годах. Целью прокладки улицы являлось обзаведение прямой дорогой от побережья Днепра к Молоховской площади (ныне — площадь Победы). Для этого через ров был проложен мост, соединивший улицу Соборная Гора с Молоховской улицей. В 1836 году ров был засыпан, а мост разобран. В первой половине XIX века Молоховская улица была переименована в Большую Благовещенскую. В 1918 году, после установления Советской власти на Смоленщине, Троицкое шоссе и Большая Благовещенская улица были объединены в одну улицу под названием Большая Советская.
Большая Советская улица является одной из важнейших транспортных артерий города. Она располагается в историческом центре Смоленска на протяжении от площади Победы до Успенского моста через Днепр. На улице находится большое количество историко-культурных достопримечательностей города. Большая часть домов — историческая застройка XIX — начала XX веков, многие из них пострадали в годы Великой Отечественной войны и были восстановлены в прежнем виде. Долгое время по улице ходил трамвай, однако в 2001 году рельсы были демонтированы. Примерно в то же время тротуары на улице были замощены брусчаткой, а деревья вдоль дороги вырублены.

## Историко-культурные объекты
Памятники:
- Памятник Михаилу Кутузову, установлен в 1954 году.

Исторические здания и сооружения:
- Большая Советская ул., д. 4. Жилой дом постройки 2-й половины XIX века, ныне — Смоленский областной наркологический диспансер. Памятник истории регионального значения.
- Большая Советская ул., д. 5. Жилой дом постройки конца XIX — начала XX века, ныне — административное здание. Памятник истории регионального значения.
- Большая Советская ул., д. 7. Жилой дом постройки конца XIX века, ныне — административное здание. Памятник истории регионального значения.
- Большая Советская ул., д. 8. Здание бывшей типографии Подземского, рабочие которой принимали активное участие в общегородской политической стачке 1905 года. Памятник истории регионального значения.
- Большая Советская ул., дд. 8а, 9, 11. Комплекс зданий Троицкого монастыря — Троицкий собор, Анно-Зачатьевская церковь, колокольня, ограда с воротами. Памятник истории федерального значения. Памятник истории регионального значения.
- Большая Советская ул., д. 10/2. Здание бывшего Дома Красной Армии, где выступали М. В. Фрунзе и А. С. Серафимович. В советское время — здание областной совпартшколы, с 1970-х годов до настоящего времени главное здание Смоленской сельскохозяйственной академии. Памятник истории регионального значения.
- Большая Советская ул., д. 12/1. Здание Дома книги, где работали выдающиеся смоленские литераторы М. В. Исаковский, А. Т. Твардовский и Н. И. Рыленков. Памятник истории регионального значения.
- Большая Советская ул., д. 15. Жилой дом с магазином постройки конца XIX — начала XX века.
- Большая Советская ул., д. 16. Здание бывшей гостиницы «Европейская», где останавливались В. И. Ленин и А. М. Горький.
- Большая Советская ул., д. 17/1. Жилой дом постройки середины XIX века. Памятник истории регионального значения.
- Большая Советская ул., д. 18/18. Здание бывшего Смоленского окружного суда постройки 2-й половины XIX века. Памятник истории регионального значения.
- Большая Советская ул., д. 20. Жилой дом постройки начала XX века. Памятник истории регионального значения.
- Большая Советская ул., д. 21. Административное здание постройки начала XX века. Ныне — Смоленский областной Союз художников. Памятник истории регионального значения.
- Большая Советская ул., д. 22. Жилой дом с лавкой постройки конца XIX — начала XX века. Памятник истории регионального значения.
- Большая Советская ул., д. 23. Жилой дом постройки конца XIX века. Памятник истории регионального значения.
- Большая Советская ул., д. 24. Жилой дом с магазином постройки 1-й половины XIX века. Памятник истории регионального значения.
- Большая Советская ул., д. 25/29. Здание бывшего клуба Смоленского купеческого общества постройки конца XIX века. В 1919 году здесь прошёл первый съезд региональной комсомольской организации. В настоящее время — здание Смоленской областной библиотеки имени А. Т. Твардовского. Памятник истории регионального значения.
- Большая Советская ул., д. 27/20. Здание бывшей 2-й Смоленской женской гимназии 1902 года постройки. Памятник истории регионального значения.
- Большая Советская ул., д. 30/11. Здание бывшей гостиницы «Смоленск», на которой 25 сентября 1943 года было установлено Красное Знамя, возвестившее об освобождении города от немецких захватчиков. В настоящее время перестраивается под Арбитражный суд. Памятник истории федерального значения.
- Большая Советская ул., д. 33. Жилой дом постройки конца XIX — начала XX века. Памятник истории регионального значения.
- Большая Советская ул., д. 35. Жилой дом постройки конца XIX — начала XX века. Памятник истории регионального значения.
- Большая Советская ул., д. 37. Жилой дом постройки конца XIX — начала XX века. Памятник истории регионального значения.
- Большая Советская ул., д. 39/11. Жилой дом постройки 1940-х годов. Памятник истории регионального значения.
- Большая Советская ул., д. 41/18. Здание банка постройки 1930-х годов. В настоящее время — офис Центробанка РФ в Смоленске. Памятник истории регионального значения.
- Большая Советская ул., д. 43. Бывший дом Волкова, где некогда находилась типография газеты «Днепровский вестник», рабочие которое начали общегородскую политическую стачку в 1905 году. Памятник истории регионального значения.
- Большая Советская ул., д. 43а. Здание бывшей надворной постройки, построена в конце XIX века. Памятник истории регионального значения.
- Большая Советская ул., д. 45. Жилой дом постройки 1-й половины XIX века. Памятник истории регионального значения.